# Liste der Biografien/Dim
Liste der Biografien |
Portal Biografien |
Personensuche
# |
A |
B |
C |
D |
E |
F |
G |
H |
I |
J |
K |
L |
M |
N |
O |
P |
Q |
R |
S |
T |
U |
V |
W |
X |
Y |
Z |
?
 
Da |
Db |
Dc |
Dd |
De |
Dg |
Dh |
Di |
Dj |
Dk |
Dl |
Dm |
Dn |
Do |
Dq |
Dr |
Ds |
Du |
Dv |
Dw |
Dy |
Dz
 
Dia |
Dib |
Dic |
Did |
Die |
Dif |
Dig |
Dih |
Dij |
Dik |
Dil |
Dim |
Din |
Dio |
Dip |
Diq |
Dir |
Dis |
Dit |
Diu |
Div |
Diw |
Dix |
Diy |
Diz
Die Liste der Biografien führt alle Personen auf, die in der deutschsprachigen Wikipedia einen Artikel haben. Dieses ist eine Teilliste mit 251 Einträgen von Personen, deren Namen mit den Buchstaben „Dim“ beginnt.

## Dim
- Dim Delobsom, Antoine (1897–1940), burkinischer Autor
- Dim, Thomas (* 1964), österreichischer Politiker (FPÖ)

### Dima
- Dima, Dragoș (* 1992), rumänischer Tennisspieler
- Dima, Emil (* 1997), rumänischer Radrennfahrer
- Dima, George (1847–1925), rumänischer Komponist
- Dima, Henriette (* 1873), rumänisch-deutsche Opernsängerin (Sopran)
- Dimadis, Konstantinos A. (* 1940), griechischer Neogräzist
- DiMaggio, Daniel (* 2003), US-amerikanischer Schauspieler
- DiMaggio, Joe (1914–1999), US-amerikanischer Baseball-SpielerJoe DiMaggio (1914–1999)

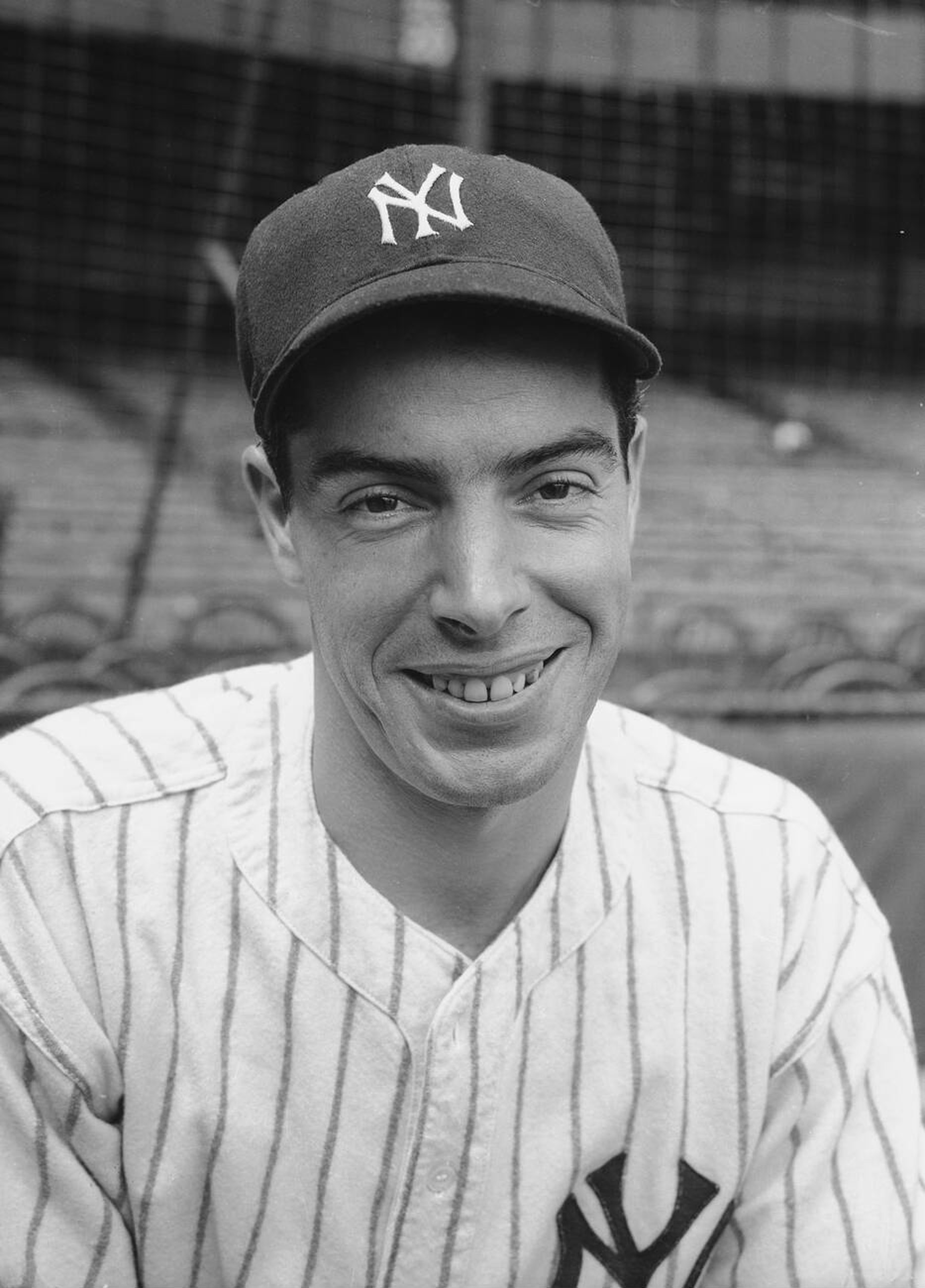
Joe DiMaggio (1914–1999)

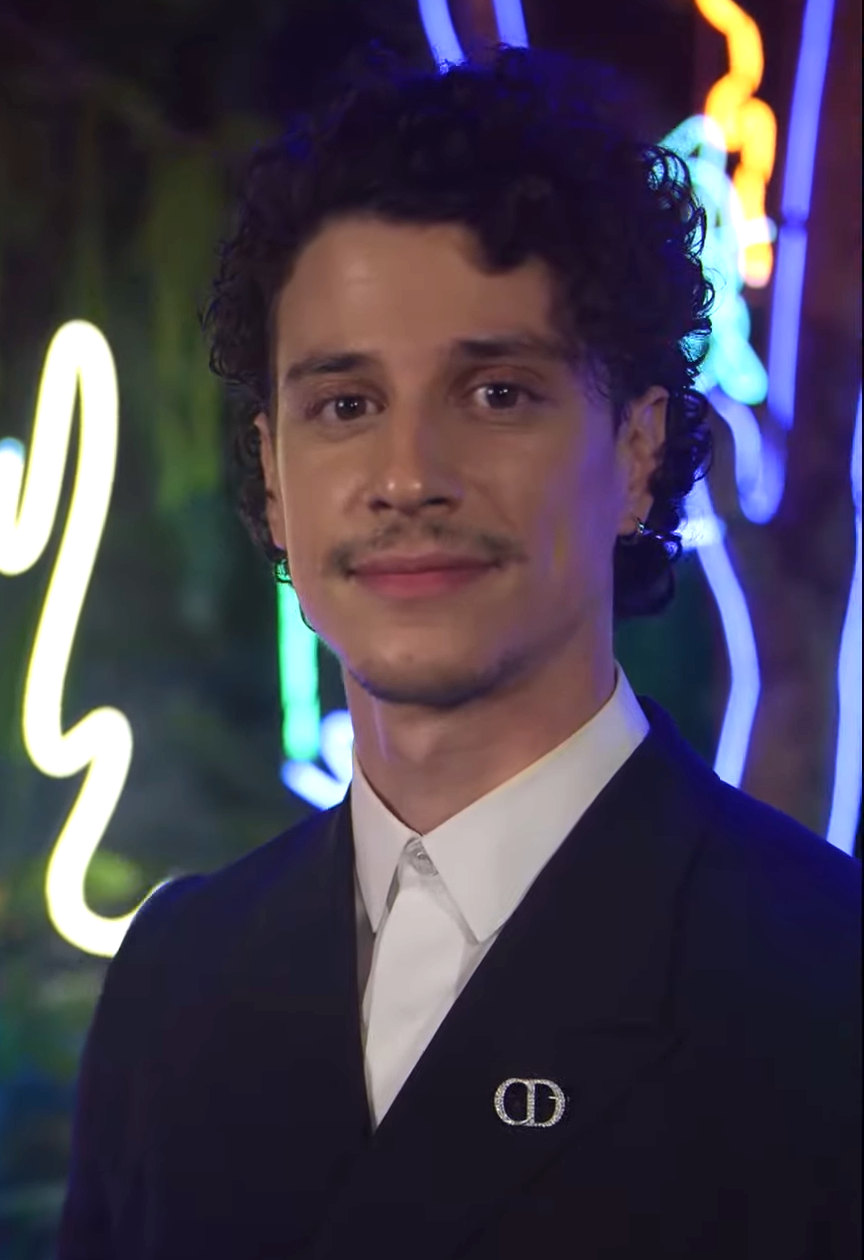
Adam DiMarco (* 1990)

- DiMaggio, John (* 1968), US-amerikanischer Schauspieler und Synchronsprecher
- DiMaggio, Paul J. (* 1951), US-amerikanischer Soziologe
- Dimai, Alessandro (1962–2019), italienischer Amateurastronom und Asteroidenentdecker
- DiMaio, Rob (* 1968), kanadischer Eishockeyspieler und -funktionär
- Dimakopoulos, Dimitri (1929–1995), griechisch-kanadischer Architekt
- Dimali, Marion, österreichische Schauspielerin, Regisseurin, Schauspielcoach und Kabarett-Autorin
- Diman, Byron (1795–1865), US-amerikanischer Politiker
- Dimanche, Karlton (* 2000), französischer Basketballspieler
- Dimanski, Georg (1940–2020), deutscher Fußballspieler
- Dimant, Anton († 1498), Kaufmann und Ratsherr der Hansestadt Lübeck
- Dimant, Devorah (* 1939), israelische Judaistin
- Dimaras, Konstantinos Th. (1904–1992), griechischer Neogräzist
- DiMarchi, Richard (* 1952), US-amerikanischer Chemiker
- DiMarco, Adam (* 1990), kanadischer Schauspieler und SängerAdam DiMarco (* 1990)
- DiMarco, Chris (* 1968), US-amerikanischer Golfsportler
- Dimarco, Federico (* 1997), italienischer Fußballspieler
- DiMarco, Nyle (* 1989), US-amerikanischer Schauspieler, Model und Aktivist
- DiMarco, Patrick (* 1989), US-amerikanischer American-Football-Spieler
- DiMaria, Alana, US-amerikanische Schauspielerin und Filmproduzentin
- Dimarow, Anatolij (1922–2014), ukrainischer Prosa-Schriftsteller
- Dimartino (* 1982), italienischer Cantautore
- DiMartino, Gina (* 1988), US-amerikanische Fußballspielerin
- DiMartino, Tina (* 1986), US-amerikanische Fußballspielerin
- DiMartino, Vicki (* 1991), US-amerikanische Fußballspielerin
- DiMarzio, Nicholas Anthony (* 1944), US-amerikanischer römisch-katholischer Geistlicher und Bischof von Brooklyn
- Dimas, Eva (* 1973), salvadorianische Gewichtheberin
- Dimas, Pyrros (* 1971), griechischer GewichtheberPyrros Dimas (* 1971)

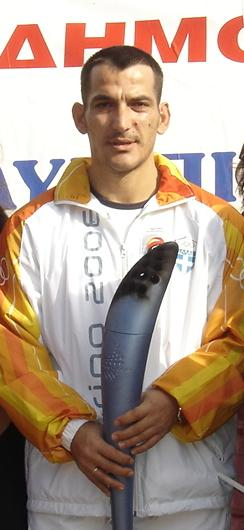
Pyrros Dimas (* 1971)

- Dimas, Stavros (* 1941), griechischer Politiker und EU-Kommissar für Umweltpolitik
- Dimas, Trent (* 1970), US-amerikanischer Turner
- Dimashqi, al- (1256–1327), syrischer Geograf
- DiMassa, Diane (* 1959), amerikanische Comiczeichnerin und Illustratorin
- Dimassi, Houssine (1948–2025), tunesischer Wissenschaftler und Politiker
- Dimata, Landry (* 1997), belgischer Fußballspieler kongolesischer Abstammung
- DiMatteo, Stefano, kanadischer Schauspieler
- DiMauro, Caesar, US-amerikanischer Jazzmusiker (Tenorsaxophon, Oboe)
- DiMauro, Louis F. (* 1953), US-amerikanischer Physiker

### Dimb
- Dimba (* 1973), brasilianischer Fußballspieler
- Dimbath, Oliver (* 1968), deutscher Soziologe
- Dimbour, Sandra (* 1970), französische Badmintonspielerin

### Dimd
- Dimde, Manfred (1941–2022), deutscher Pseudowissenschaftler und Nostradamusforscher
- Dimde, Norman (* 1987), deutscher Bahn- und Straßenradrennfahrer

### Dime
- Dimech, Catherine (* 1965), maltesische Badmintonspielerin
- Dimech, Luke (* 1977), maltesischer Fußballspieler
- DiMeco, Allie (* 1992), US-amerikanische Schauspielerin
- Dimén, Ágota (* 1985), Schauspielerin und Komikerin
- Diment, Jack (1885–1978), schottischer Fußballspieler
- Dimentstein, Georg (1897–1945), jüdischer Künstler, Kommunist und Widerstandskämpfer gegen den Nationalsozialismus
- Dimény, Imre (1922–2017), ungarischer Agrarwissenschaftler und kommunistischer Politiker
- Dimer, Theodor (1822–1905), badischer Landtagsabgeordneter
- Dimet († 363), Eremit, Heiliger, Märtyrer
- Dimetrik, Wolfgang (* 1974), österreichischer Akkordeonist

### Dimi
- Dimi aus Haifa, Amoräer
- Dimi Mint Abba (1958–2011), mauretanische Musikerin
- Dimi von Nehardea, Amoräer
- Dimić, Dragan (* 1981), serbischer Fußballspieler
- Dimić, Luka (* 1986), deutsch-kroatischer SchauspielerLuka Dimić (* 1986)

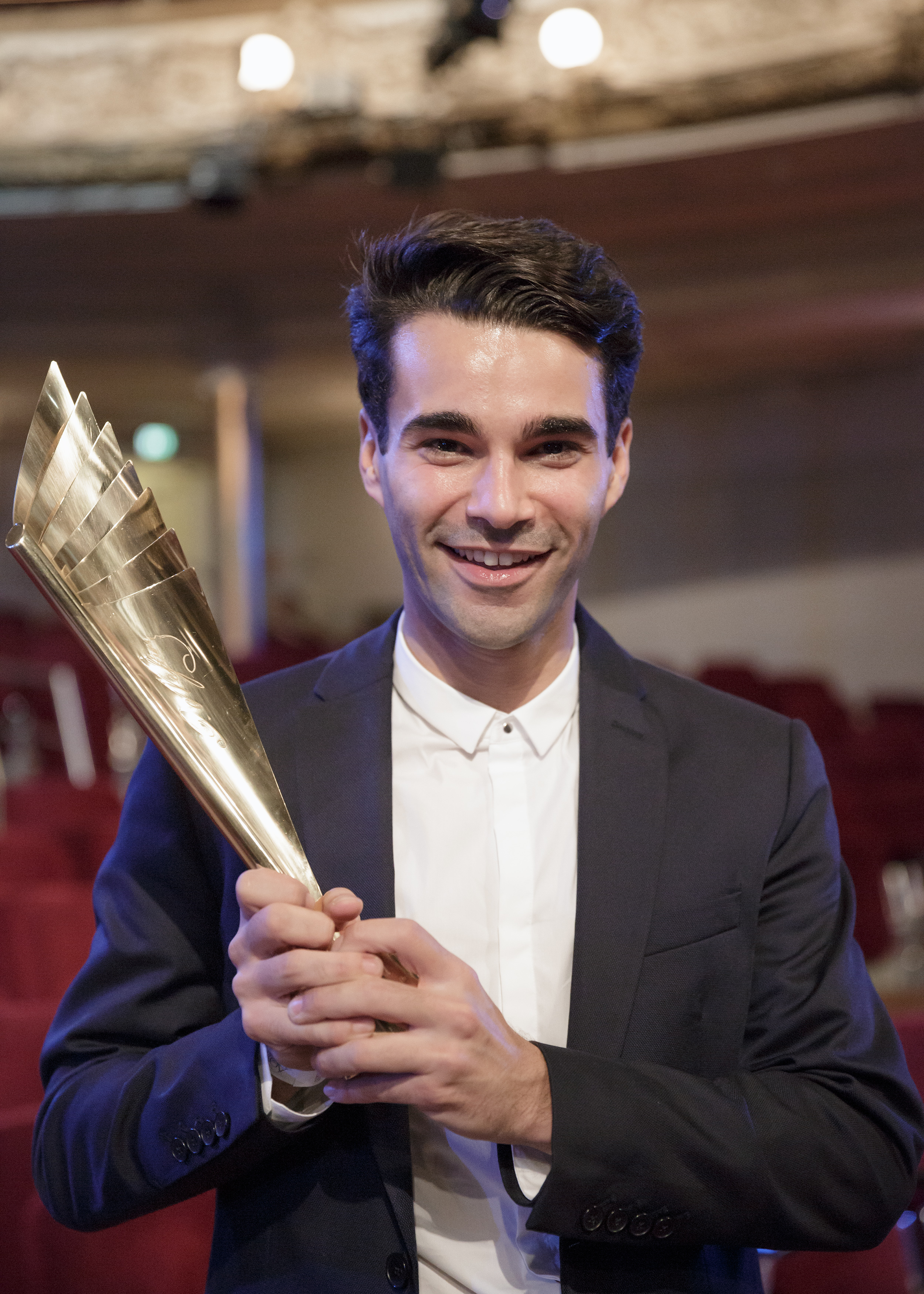
Luka Dimić (* 1986)

- Dimić, Milan (1933–2007), serbisch-kanadischer Literaturwissenschaftler
- Dimić, Nada (1923–1942), jugoslawische bzw. kroatische Partisanenkämpferin
- Dimier, Anselme (1898–1975), französischer Trappistenmönch, Kunsthistoriker, Ordenshistoriker und Archäologe
- Dimier, Yves (* 1969), französischer Skirennläufer
- Dimino, Joseph Thomas (1923–2014), Erzbischof des US-amerikanischen Militärordinariates
- Dimitar, Chadschi (1840–1868), bulgarischer Woiwode
- Dimitrakis, Andreas (* 1990), griechischer Leichtathlet
- Dimitrakopoulos, Andronikos (1826–1872), griechisch-orthodoxer Geistlicher und Byzantinist
- Dimitrakopoulos, Ioannis (* 1971), griechischer Jurist
- Dimitrakos, Niko (* 1979), US-amerikanisch-griechischer Eishockeyspieler
- Dimitras, Yiannis (* 1954), griechischer Sänger und Komponist
- Dimitrenko, Alexander (* 1982), deutsch-ukrainischer Schwergewichtsboxer
- Dimitrescu, Ștefan (1886–1933), rumänischer Maler
- Dimitri (1935–2016), Schweizer ClownDimitri (1935–2016)

Dimitri (1935–2016)

- Dimitri from Paris (* 1963), französischer House-DJ
- Dimitri von Rostow (1651–1709), Metropolit von Rostow (1702–1709)
- Dimitri, David (* 1963), Schweizer Seiltänzer
- Dimitriades, Alex (* 1973), australischer Schauspieler
- Dimitriadi, Odissei (1908–2005), georgischer Dirigent
- Dimitriadis, Athina (* 2000), deutsch-griechische Volleyballspielerin
- Dimitriadis, Giorgos (* 1949), griechischer Molekularbiologe und Biochemiker
- Dimitriadis, Paisios (* 1997), zyprischer Sprinter
- Dimitriadis, Panajotis (* 1986), schwedischer Fußballspieler
- Dimitriadis, Vasilios (* 1978), griechischer Skirennläufer
- Dimitriadis, Yorgos (* 1964), griechischer Jazz- und Improvisationsmusiker (Schlagzeug, Perkussion, Komposition)
- Dimitrief, Theodoros (1929–2016), griechischer Schauspieler und Sänger
- Dimitriev, Emil (* 1979), mazedonischer Politiker
- Dimitrieva, Masha (* 1966), russisch-deutsche Pianistin
- Dimitrievski, Stole (* 1993), nordmazedonischer Fußballspieler
- Dimitriew, Radko (1859–1918), bulgarischer und russischer General
- Dimitrijević, Alex (* 2003), kroatischer Eishockeyspieler
- Dimitrijević, Braco (* 1948), bosnischer Künstler, Grafiker und Kunsttheoretiker
- Dimitrijević, Dragutin (1876–1917), serbischer Politiker und Offizier
- Dimitrijević, Ivan (* 1990), serbischer Handballspieler
- Dimitrijević, Slobodan (1941–1999), jugoslawischer Schauspieler
- Dimitrijević, Vladimir (1934–2011), Schweizer Verleger und Schriftsteller jugoslawischer Abstammung
- Dimitrijević, Vojin (1932–2012), serbischer Menschenrechtler, Jurist, Aktivist
- Dimitrios II. († 1870), koptischer Papst
- Dimitriou, Charoula (* 1990), griechische Fußballspielerin
- Dimitriou, Christina (* 1992), deutsche Reality-TV-TeilnehmerinChristina Dimitriou (* 1992)

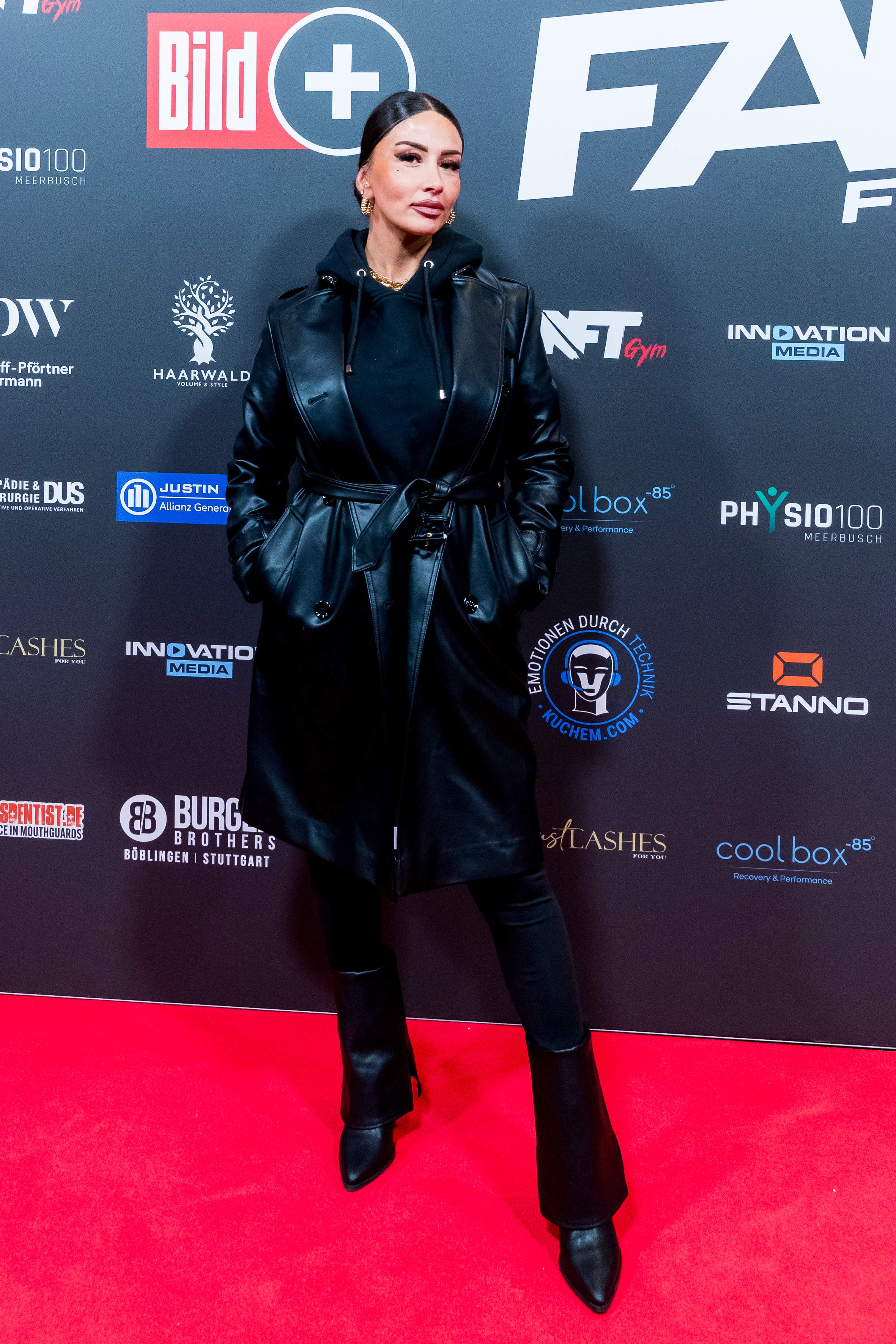
Christina Dimitriou (* 1992)

- Dimitriou, Christos (* 1993), zyprischer Mittelstreckenläufer
- Dimitriou, Chrysostomos (1889–1958), griechisch-orthodoxer Bischof, Gerechter unter den Völkern
- Dimitriou, Konstantinos (* 1999), griechischer Fußballspieler
- Dimitriou, Nikos (* 1980), zypriotischer Mountainbike- und Straßenradrennfahrer
- Dimitriou, Sokratis (1919–1999), griechisch-deutscher Architekt und Kunsthistoriker
- Dimitriu, Horațiu (1890–1926), rumänischer Maler und Grafiker
- Dimitroff, Georgi (1882–1949), bulgarischer Politiker, KommunistGeorgi Dimitroff (1882–1949)

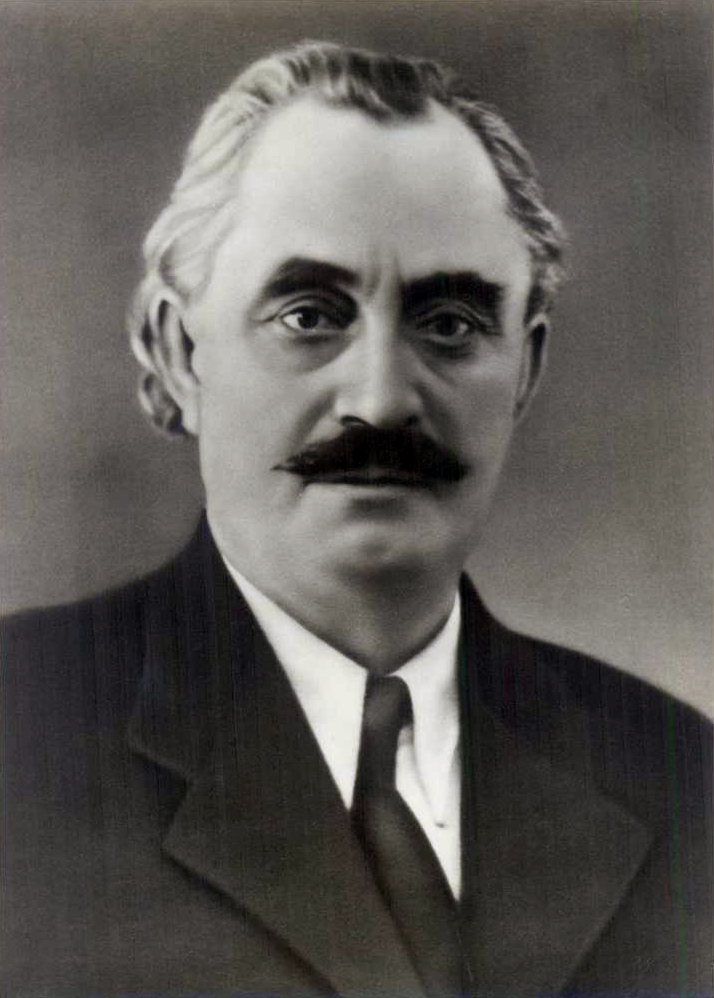
Georgi Dimitroff (1882–1949)

- Dimitrov, Liuben (* 1969), bulgarischer Pianist griechischer Herkunft
- Dimitrov, Nikola (* 1961), deutscher Maler und Musiker
- Dimitrov, Nikola (* 1972), mazedonischer Politiker und Diplomat
- Dimitrov, Radoslav (* 1971), US-amerikanischer Politikwissenschaftler und Hochschullehrer
- Dimitrov, Silvia (* 1978), deutsche Eiskunstläuferin
- Dimitrov, Srđan (* 1992), serbischer Fußballspieler
- Dimitrova, Albena (* 1969), bulgarische Autorin in Frankreich lebend
- Dimitrova, Anna (* 1998), deutsch-bulgarische Schriftstellerin und Drehbuchautorin
- Dimitrova, Boriana, bulgarische Jazzmusikerin (Saxophon, Komposition)
- Dimitrovici, Silviu (1925–1964), rumänischer Diplomingenieur im Bauwesen
- Dimitrovska, Ljupka (1946–2016), jugoslawische bzw. kroatisch-mazedonische Schlagersängerin
- Dimitrow Georgiew, Petar (* 1929), bulgarischer Radrennfahrer
- Dimitrow, Aleksandyr (1909–1944), bulgarischer Politiker
- Dimitrow, Angel (* 1945), bulgarischer Historiker, Balkanologe und Dozent
- Dimitrow, Anton (1867–1933), Revolutionär
- Dimitrow, Boris (* 1912), bulgarischer Radrennfahrer
- Dimitrow, Boschidar (1945–2018), bulgarischer Historiker und Politiker
- Dimitrow, Denis (* 1994), bulgarischer Sprinter
- Dimitrow, Dimitar (* 1959), bulgarischer Fußballspieler und -trainer
- Dimitrow, Dimitar (* 1997), bulgarischer Eishockeytorwart
- Dimitrow, Dobromir (* 1991), bulgarischer Volleyballspieler
- Dimitrow, Elian (* 1991), bulgarischer Boxer
- Dimitrow, Filip (* 1955), bulgarischer Politiker und Ministerpräsident, MdEP
- Dimitrow, Georgi (1959–2021), bulgarischer Fußballspieler
- Dimitrow, Georgi Michow (1903–1972), bulgarischer Politiker
- Dimitrow, Grigor (* 1991), bulgarischer TennisspielerGrigor Dimitrow (* 1991)

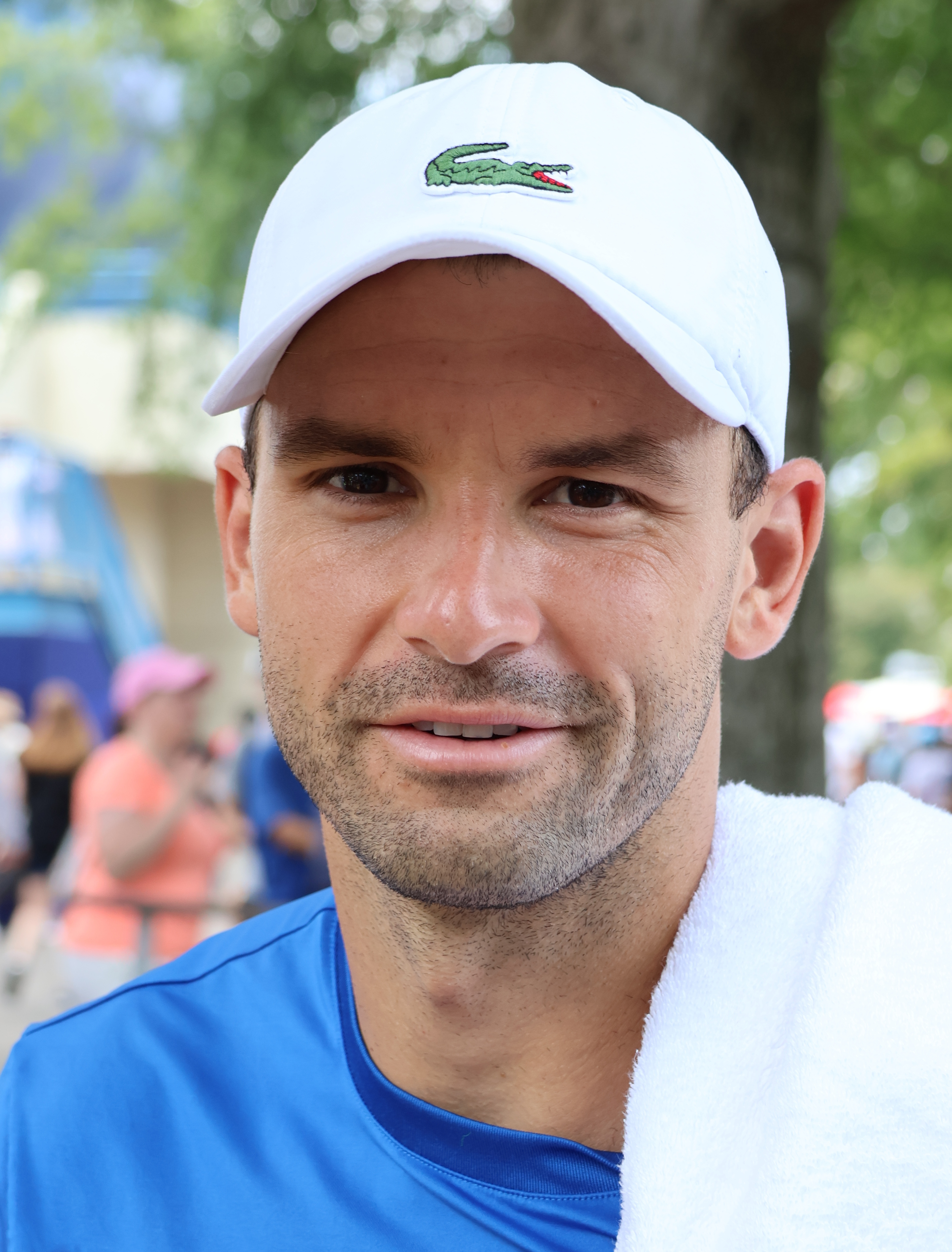
Grigor Dimitrow (* 1991)

- Dimitrow, Konstantin (* 1957), bulgarischer Politiker, MdEP
- Dimitrow, Ljubomir (1930–2001), bulgarischer Schauspieler
- Dimitrow, Martin (* 1977), bulgarischer Politiker, MdEP und Parteivorsitzender der Union der Demokratischen Kräfte (SDS)
- Dimitrow, Michail (1881–1966), bulgarischer Historiker, Psychologe und Philosoph
- Dimitrow, Nikolaj (* 1987), bulgarischer Fußballspieler
- Dimitrow, Rostislaw (* 1974), bulgarischer Leichtathlet
- Dimitrow, Sachari (* 1975), bulgarischer Fußballspieler
- Dimitrow, Stanimir (* 1972), bulgarischer Fußballspieler
- Dimitrow, Stanke (1889–1944), Antifaschist
- Dimitrow, Wladimir (* 1968), bulgarischer Schachspieler
- Dimitrow, Zwetan (* 1987), bulgarischer Fußballtorwart
- Dimitrow, Zwetelin (* 1999), bulgarischer E-Sportler
- Dimitrow-Maistora, Wladimir (1882–1960), bulgarischer Maler
- Dimitrowa, Beloslawa (* 1986), bulgarische Dichterin und Radiojournalistin
- Dimitrowa, Blaga (1922–2003), bulgarische Schriftstellerin
- Dimitrowa, Dessislawa (* 1972), bulgarische Leichtathletin
- Dimitrowa, Dimitrika (* 1980), bulgarische Badmintonspielerin
- Dimitrowa, Emilija (* 1970), bulgarische Badmintonspielerin
- Dimitrowa, Gena (1941–2005), bulgarische Opernsängerin (Sopran)
- Dimitrowa, Katerina (* 2004), bulgarische Tennisspielerin
- Dimitrowa, Liljana (1918–1944), bulgarische Aktivistin
- Dimitrowa, Nija (* 1993), bulgarische Biathletin
- Dimitrowa, Swetla (* 1970), bulgarische Leichtathletin
- Dimitrowa, Tanja, bulgarische Diplomatin und Journalistin
- Dimitrowa, Walentina (* 2003), bulgarische Biathletin
- Dimitrowa, Welislawa (* 1993), bulgarische Fußballspielerin
- Dimitsas, Margaritis (1830–1903), griechischer Philologe und Geograph
- Dimitz, August (1827–1886), österreichischer Beamter und Historiker

### Dimk
- Dimke, Ana (* 1967), deutsche Kunsttheoretikerin
- Dimke, Harold (* 1949), deutscher Ruderer
- Dimke, Lothar (1931–2007), deutscher Schauspieler
- Dimke, Veronika (* 1973), deutsche Künstlerin
- Dimkovska, Lidija (* 1971), nordmazedonische Dichterin, Schriftstellerin und Übersetzerin

### Dimm
- Dimmel, Dino (* 2005), österreichischer Fußballspieler
- Dimmel, Herbert (1894–1980), österreichischer Kunstpädagoge, Maler und Grafiker
- Dimmel, Nikolaus (* 1959), österreichischer Rechtswissenschaftler
- Dimmel, Peter (* 1928), österreichischer Bildhauer
- Dimmel, Wilhelm (1932–2021), deutscher Fußballspieler
- Dimmeler, Herbert (* 1942), Schweizer Fussballspieler
- Dimmeler, Stefanie (* 1967), deutsche Biologin und Biochemikerin
- Dimmendaal, Gerrit Jan (* 1955), niederländischer Afrikanist
- Dimmer, Camille (1939–2023), luxemburgischer Fußballspieler und Politiker
- Dimmerling, Harold Joseph (1914–1987), US-amerikanischer Geistlicher, römisch-katholischer Bischof von Rapid City
- Dimmick, Milo Melankthon (1811–1872), US-amerikanischer Politiker
- Dimmick, William Harrison (1815–1861), US-amerikanischer Politiker
- Dimmler, Franz Anton (1753–1827), deutscher Komponist und klassischer Instrumentalmusiker
- Dimmler, Hermann (1874–1932), deutscher Katechet und Bühnenautor
- Dimmler, Rainer (1951–2018), deutscher Komponist, Musiker und DichterRainer Dimmler (1951–2018)

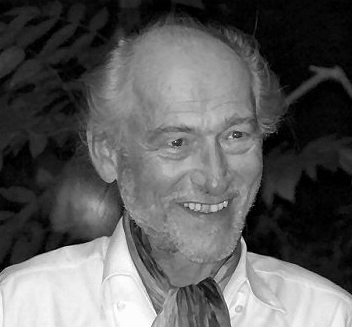
Rainer Dimmler (1951–2018)

- Dimmokrati, El Mehdi (* 2001), marokkanischer Hürdenläufer

### Dimn
- Dimnet, Ernest (1866–1954), französisch-amerikanischer Schriftsteller
- Dimnos († 330 v. Chr.), Hetairoi Alexanders des Großen, Verschwörer

### Dimo
- Dimo, Paul (1905–1990), rumänischer Elektroingenieur
- Dimoc, Valentin Cabbigat (* 1969), philippinischer römisch-katholischer Geistlicher, Apostolischer Vikar von Bontoc-Lagawe
- Dimock, Davis (1801–1842), US-amerikanischer Politiker
- Dimock, Susan (1847–1875), US-amerikanische Ärztin
- Dimoff, Paul (1880–1973), französischer Romanist und Literaturwissenschaftler
- Dimoldenberg, Amelia (* 1994), britische Journalistin, Komikerin, Webvideoproduzentin und Fernsehmoderatorin
- Dimon, J. Homer (1869–1951), US-amerikanischer Politiker
- Dimon, James (* 1956), US-amerikanischer WirtschaftsmanagerJames Dimon (* 1956)

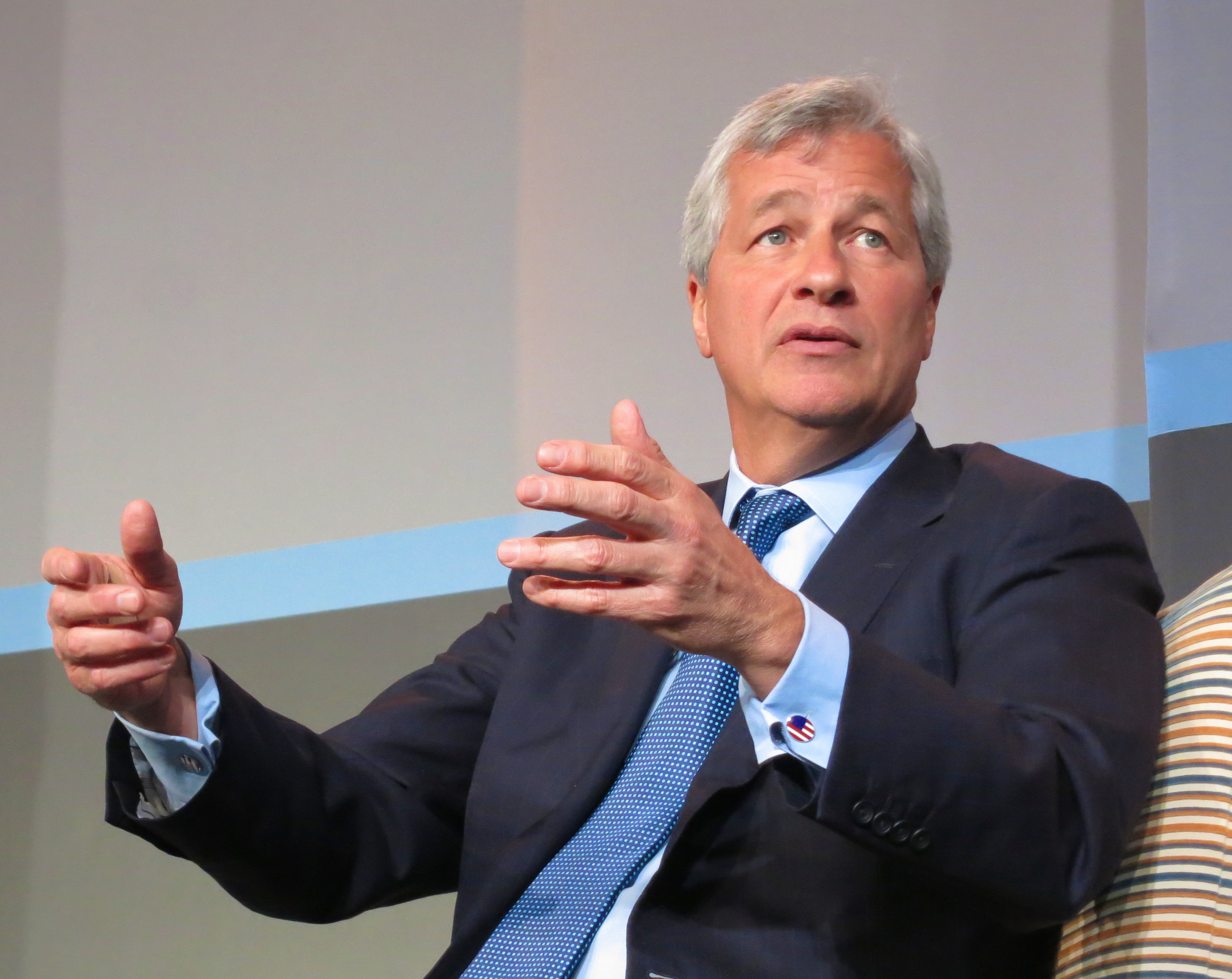
James Dimon (* 1956)

- Dimond, Anthony (1881–1953), US-amerikanischer Politiker
- Dimond, Francis M. (1796–1859), US-amerikanischer Politiker
- Dimond, Paul Stephen (* 1944), britischer Diplomat
- Dimont, Jacques (1945–1994), französischer Florettfechter
- Dimopoulos, Savas (* 1952), griechischer Teilchenphysiker an der Universität Stanford
- Dimoschaki, Zoi (* 1985), griechische Schwimmerin
- Dimou, Georges (1931–2019), griechischer Gastronom, Schauspieler und Schlagersänger
- Dimou, Nikos (* 1935), griechischer Essayist, Prosaschriftsteller und Dichter
- Dimoula, Kiki (1931–2020), griechische Lyrikerin
- Dimoutsos, Elini (* 1988), griechischer Fußballspieler
- Dimov, Bojidar (1935–2003), bulgarischer Komponist
- Dimov, Leonid (1926–1987), rumänischer Dichter und Übersetzer
- Dimov, Margarita, usbekische Violinistin und Violinpädagogin
- Dimovici, Cornel (* 1942), rumänischer Schriftsteller und Arzt
- Dimovska, Dosta (1954–2011), mazedonische Politikerin und Dichterin
- Dimovski, Vančo (* 1979), mazedonischer Handballspieler
- Dimow, Anatoli (* 1956), sowjetisch-usbekischer Hindernis- und Langstreckenläufer
- Dimow, Daniel (* 1989), bulgarischer Fußballspieler
- Dimow, Dimitar (1909–1966), bulgarischer Schriftsteller
- Dimow, Iwan (1897–1965), bulgarischer Schauspieler
- Dimow, Milko (1924–2006), bulgarischer Radrennfahrer
- Dimow, Neno (* 1964), bulgarischer Politiker
- Dimow, Ognjan (* 1989), bulgarischer Pokerspieler
- Dimow, Plamen (* 1990), bulgarischer Fußballspieler
- Dimow, Wassil (1878–1941), bulgarischer Maler, Restaurator und Kunstkritiker
- Dimow, Wassili Alexandrowitsch (* 1957), russischer Schriftsteller
- Dimowa, Diana (* 1984), bulgarische Badmintonspielerin
- Dimowa, Jewgenija Alexandrowna (* 1982), russische Badmintonspielerin
- Dimowa, Marija (* 1974), bulgarische Snowboarderin
- Dimowa, Rosa (1936–2012), bulgarische Skilangläuferin

### Dimp
- Dimpel, Friedrich Michael (* 1970), deutscher Altgermanist
- D’Imperio, Danny (* 1945), US-amerikanischer Jazz-Schlagzeuger und Bandleader
- Dimpfel, Johann Hinrich (1717–1789), deutscher Kaufmann, Verleger
- Dimpfel, Rudolf (1892–1971), deutscher Buchhändler, Verleger und Genealoge
- Dimpfl, Thomas (* 1961), deutscher Gynäkologe und Geburtshelfer
- Dimpker, Carl (1856–1923), deutscher Kaufmann und Politiker
- Dimples D., US-amerikanische Rapperin

### Dimr
- Dimri, Mor (* 1998), israelische Schauspielerin
- Dimroth, Christine (* 1967), deutsche Sprachwissenschaftlerin
- Dimroth, Karl (1910–1995), deutscher Chemiker und Hochschullehrer
- Dimroth, Oskar (1906–1955), deutscher Schauspieler und Hörspielsprecher
- Dimroth, Otto (1872–1940), deutscher Chemiker
- Dimroth, Peter (* 1940), deutscher Chemiker und Biochemiker
- Dimroth, Sinda (* 1947), deutsche Malerin

### Dims
- Dimsdale, Howard (1914–1991), US-amerikanischer Drehbuchautor
- Dimsdale, Joseph (1849–1912), britischer Politiker, Abgeordneter des House of Commons, Lord Mayor of London
- Dimsdale, Thomas (1712–1800), britischer Mediziner und Pionier auf dem Gebiet der Pockenschutz-Impfung
- Dimšić, Mia (* 1992), kroatische Sängerin

### Dimt
- Dimt, Gunter (* 1941), österreichischer Kunsthistoriker, Volkskundler und Museumsleiter
- Dimter, Manfred (* 1964), österreichischer Boxer und Trainer
- Dimtschew, Boris (* 1899), bulgarischer Radrennfahrer

### Dimu
- DiMucci, Dion (* 1939), US-amerikanischer PopsängerDion DiMucci (* 1939)

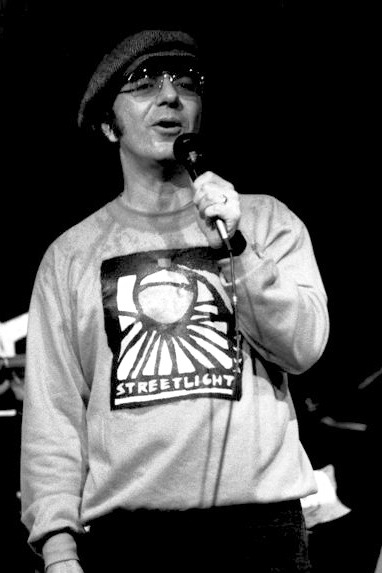
Dion DiMucci (* 1939)

- Dimun, Stine Kjær (* 1979), dänische Fußballspielerin

### Dimz
- Dimza, Jānis (1906–1942), lettischer Zehnkämpfer